# Wiekopomny żal
Wiekopomny żal (oryg. Changhen ge / 長恨歌) – hongkońsko–chiński melodramat z 2005 roku w reżyserii Stanleya Kwana. Film 2 października 2005 roku w weekend otwarcia zarobił 1,5 mln dolarów hongkońskich.

## Fabuła
Film opowiada o znanej szanghajskiej piękności z jaką godnością próbuje podtrzymywać wspomnienia lepszych czasów, gdy cierpi z powodu zdrad ze strony mężczyzn. Nie załamuje jej to, jest dumna, staje się obserwatorem wielu zmian w Szanghaju w latach 1947–1981.

## Obsada
Źródło: Filmweb
- Sammi Cheng – Qiyao
- Daniel Wu – Ming
- Jue Huang – Kela
- Hu Jun – oficer Li
- Tony Leung Ka-fai – Pan Cheng

## Nagrody i nominacje
W 2005 roku podczas Chicago International Film Festival Stanley Kwan jako reżyser był nominowany do nagrody Gold Hugo w kategorii Best Feature, zdobył nagrodę Open Prize podczas 62. edycji Międzynarodowego Festiwalu Filmowego w Wenecji, w 2006 roku podczas Cinemanila International Film Festival zdobył nagrodę Special Jury Prize. W 2006 roku film zdobył nagrodę Film of Merit podczas Hong Kong Film Critics Society Awards a Tony Leung Ka-fai zdobył nagrodę Hong Kong Film Critics Society Award w kategorii Best Actor. Podczas 25. edycji Hong Kong Film Awards Tony Leung Ka-fai, Sammi Cheng, William Chang, Hu Jun oraz Yan Su byli nominowani do nagrody Hong Kong Film Award odpowiednio w kategorii Best Actor, Best Actress, Best Art Direction i Best Costume & Make Up Design, Best Supporting Actor, Best Supporting Actress.